# Яценко Кипріан Олександрович
Кипріан Олександрович Яценко (рос. Киприан Александрович Яценко; 1878 — 1935) — мученик російської православної церкви.

## Життєпис
Яценко Кипріан Олександрович народився в 1878 році в селі Свинарня (нині Соснівка) Гадяцького повіту Полтавської губернії у селянській родині.
Кипріан закінчив церковно-приходську школу, одружився. У 1900 році переїхав разом із родиною в Уфимську губернію в село Боголюбовка Чишминської волості Уфимського повіту, купив ділянку землі, завів господарство.
У 1914 році Кипріан став псаломщиком у Покровському храмі с. Боголюбовки. У 1916 році був призваний на військову службу, а в 1917 році демобілізований і повернувся, з благословення священника Покровської церкви, до виконання обов'язків псаломщика.
У 1929 році було вирішено закрити Покровську церкву. Кипріана Олександровича влада звинуватила в тому, що він був організатором опору віруючих, що виступали проти закриття храму.
Навесні 1929 року в результаті доносів атеїстів він був заарештований. В Уфі, в Башкирській в'язниці (центральному виправному будинку), Кипріан Олександрович провів в ув'язненні 36 днів, перебуваючи під слідством за звинуваченням в організації парафіян, що захищали церкву. Віруючі заперечували причетність Кипріана Олександровича до зборів у церкві та складання прохання БашЦВК про залишення храму. Згодом його відпустили.
Священик Покровської церкви запропонував Кипріану Олександровичу тимчасово виїхати на батьківщину, а потім по приїзді прийняти сан диякона. Він погодився, але сан диякона прийняти не встиг.
Приїхавши додому з України, Кипріан Олександрович дізнався, що сім'я його розкуркулена й виселена взимку в землянку. 6 березня 1930 року Кипріан Олександрович був знову заарештований.
Кипріяна Олександровича звинуватили в контрреволюційній агітації. Він був засуджений за контрреволюційну агітацію на 10 років виправно-трудових таборів і відправлений у виправно-трудовий табір під Перм'ю.
У 1935 році він загинув. Кипріяна Олександровича та інших ув'язнених на березі задавили насмерть штабелі колод, що впали з крутого берега під час вивантажування колод із баржі.
Реабілітований прокуратурою Башкирської АРСР 11 липня 1989 року.

## Канонізація
13-16 серпня 2000 року Яценко Купріяна Олександровича канонізовано Архієрейським Собором РПЦ.